# Spezies (Chemie)
Als Spezies in einem chemischen Kontext (engl. species oder chemical species) versteht man eine bestimmte Sorte von Teilchen (Atomen, Molekülen oder dergleichen). Konformationen, Dissoziations- oder Redox-Stufen etc. derselben Substanz, die miteinander im Gleichgewicht stehen und auf der Zeitskala der betrachteten Reaktion oder Messung nicht unterschieden werden können, gehören zur selben Spezies. Wo es nicht darauf ankommt, werden auch Isotope nicht unterschieden.
Spezies wird oft als Oberbegriff verwendet, wenn in einer Situation Teilchensorten gemeinsam angesprochen werden sollen, für die sonst speziellere Benennungen üblich sind, etwa Moleküle und Ionen, Atome und Cluster oder Quasiteilchen und Farbzentren.
Die Bildung verschiedener Spezies aus einer Substanz heißt Speziierung. Beispiele für die Extraktion und Bestimmung chemischer Spezies in Lösungen finden sich in vielen Chemie-Lehrbüchern oder z. B. im Web-Sciences.